# Legazpi (Guipuscoa)

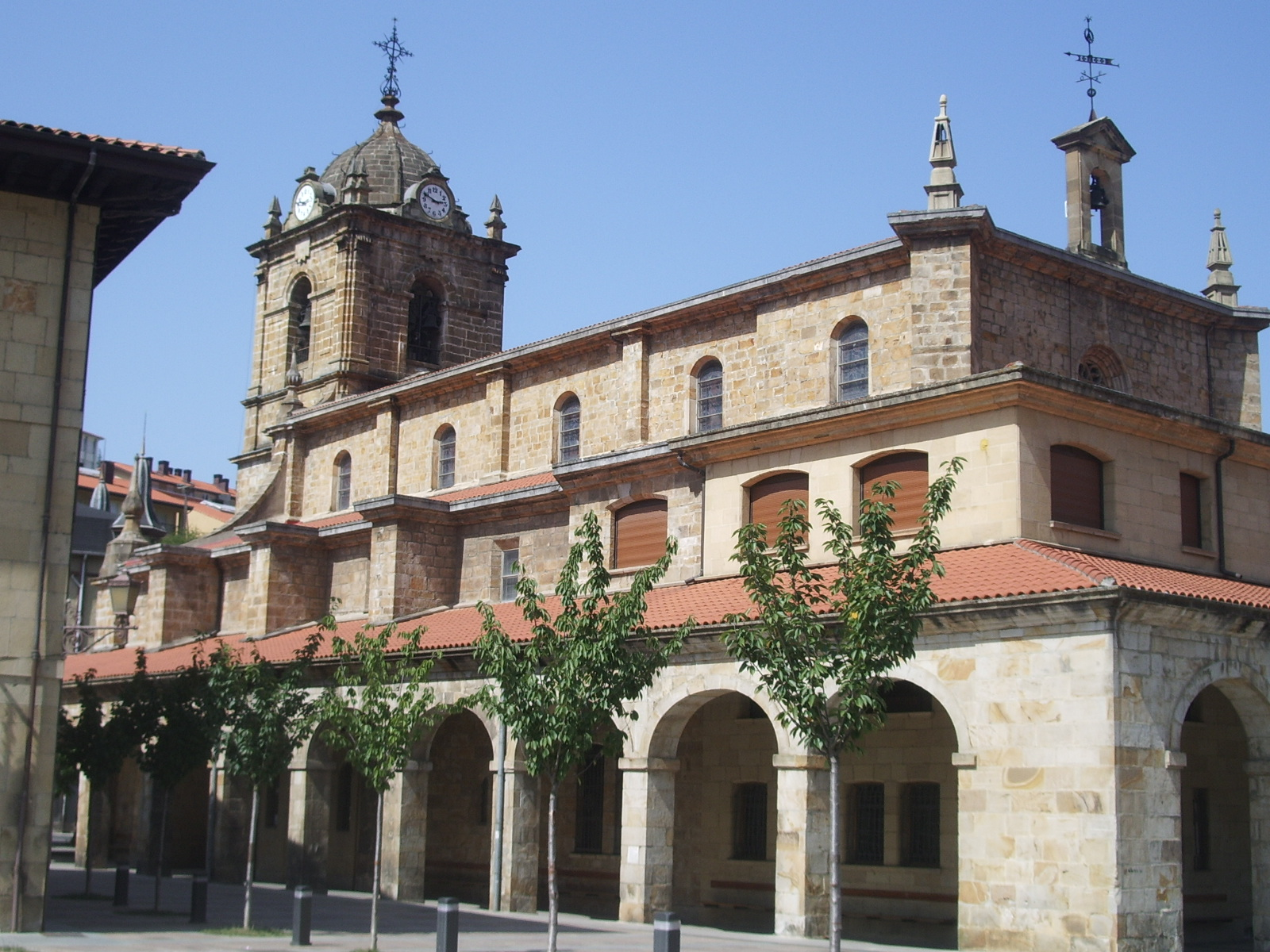
Église de Legazpi

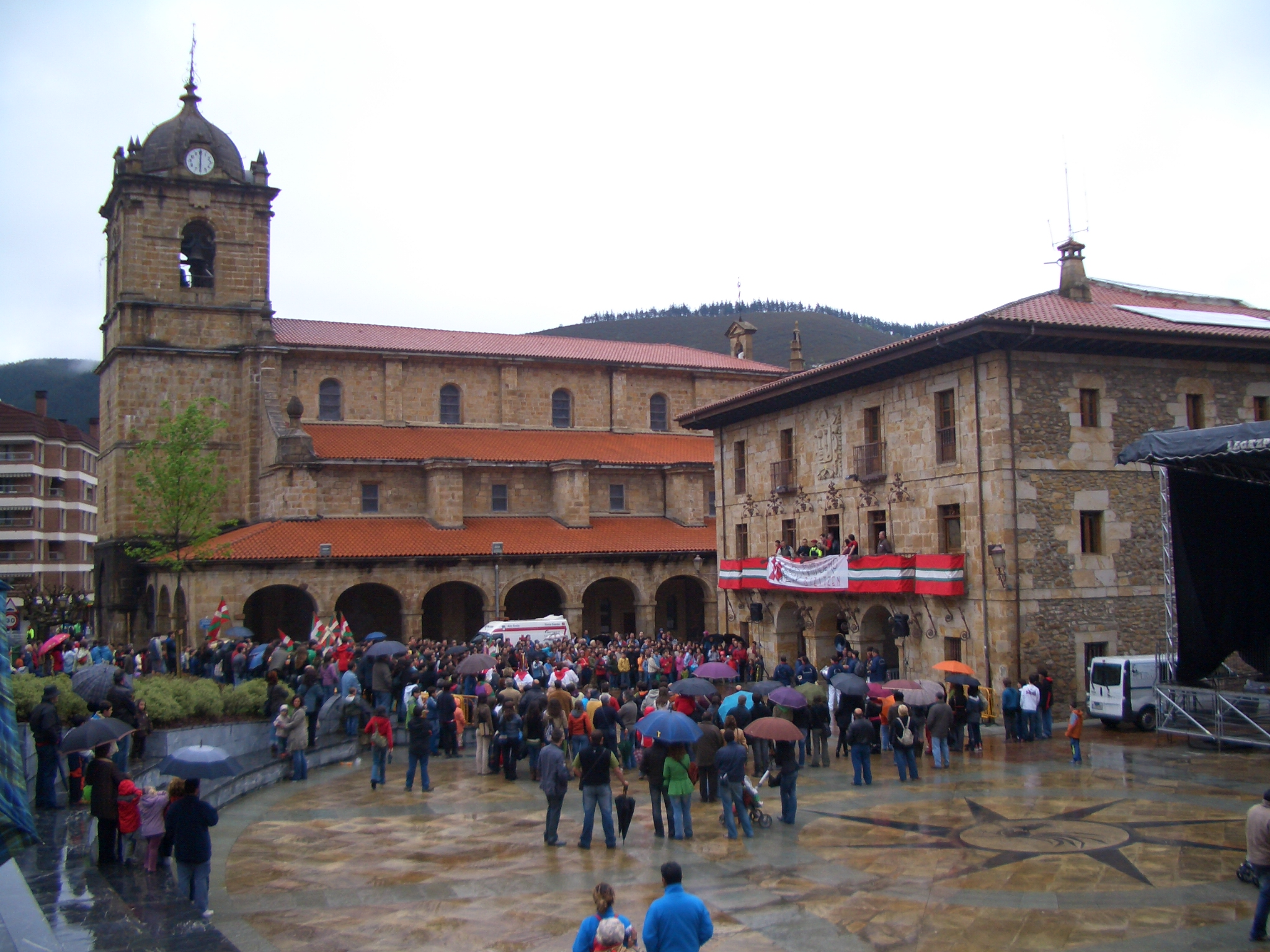
Legazpiko Euskal Herria enparantza, l'église Santa Maria et l'hôtel de ville.

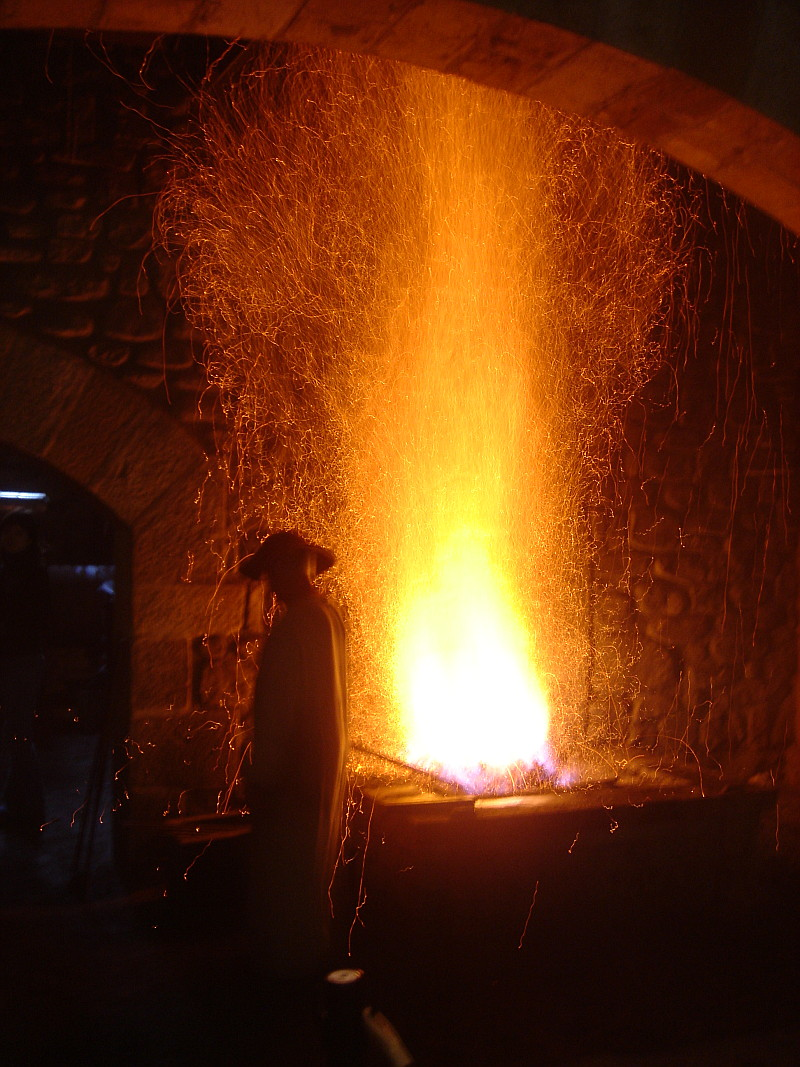
Ouvrier forgeron battant le fer

Legazpi ou Legazpia en espagnol est une commune du Guipuscoa dans la communauté autonome du Pays basque en Espagne.

## Toponymie
Au moment d'aborder la signification étymologique de Legazpia, tous les philologues sont d'accord pour reconnaître la présence du mot basque azpi, qui signifie au-dessous ou partie inférieure, mais qu'il soit utilisé comme adverbe ou substantiel, ils n'ont toutefois pas trouvé d'accord pour le début du nom. On a proposé les étymologies suivantes, toutes basées le basque:
- Legats ou Legartz = terre "grijosa", "guijarral" (par rapport à celle des montagnes),
- Legatz = merlu (rappelant la présence de deux poissons dans le blason municipal),
- Leku = lieu (lieu étant dans une vallée entre des hautes montagnes).

Toutefois l'interprétation la plus probable est une autre: comme on le sait les forges de Legazpia alimentées du fer des mines des montagnes proches, précisément de Lekanburu (aujourd'hui appelé Oilargain, à Mutiloa). Ensuite ils l'élaboraient dans la vallée, sur les bords de l'Urola, actuellement Legazpia. Ils ont appelé Lekan-buru (la tête ou le haut de Lekan) et  Lekan-azpi (Lekazpi, Legazpi) les lieux où se trouvaient les mines de Lekan. Legazpi se situe sur la partie basse et Lekanburu sur la haute partie d'un même lieu géographique.
Le nom du village a été transcrit traditionnellement comme Legazpia, cette variante restant comme le nom formel de la localité en Espagnol. Le - a final indique l'article en basque et de ce fait il est habituel qu'il disparaisse dans les toponymes. Ainsi dans cette langue on appelle généralement les habitants Legazpi au lieu de Legazpia. La prononciation est, le nom est prononcé en basque Legaspi, puisque le z en basque a un son différent du z et s castillans, bien que plus semblable à la seconde.
Par la résolution du 12 avril 1991 Vice-conseil d'Administration Locale, publiée dans le BOPV du 22 avril de la même année, on a changé le nom officiel de la commune de « Legazpia » en « Legazpi ».
Il existe une ville aux Philippines, appelée Legazpi, ainsi qu'un quartier à Madrid du même nom. Tous les deux doivent leur nom au conquérant Miguel López de Legazpi, qui était natif de la localité voisine de Zumarraga et dont la famille était originaire de Legazpia.
Le gentilé est legazpiarra. Par sa tradition métallurgique, les legazpiarras reçoivent généralement le surnom d'ilintxak, qui signifie tizons en basque. C'est également le nom du stade de football local.

## Situation
Legazpi est situé au sud du Gipuzkoa, pratiquement dans le centre des trois capitales basques, Bilbao à 75 km, Saint-Sébastien à 64 km et Vitoria-Gasteiz à 55 km.
La municipalité appartient à la comarque du Urola Garaia, limitée au nord par Antzuola, Urretxu et Zumarraga, avec Oñati à l'ouest, avec Zegama et Parzonería d'Alzania au sud et à l'est avec Zerain, Mutiloa et Gabiria.
Les rivières Brinkola et Barrendiola, qui naissent dans l'Aizkorri, donnent naissance, à leur confluence, à la rivière Urola, laquelle parcourt la Commune durant 12 km.
On peut accéder à la localité par la GI-2630 régionale (San Prudencio-Urretxu), ou par la GI-3520 (Legazpia-Segura). La RENFE (équivalent de la SNCF française) d'autre part unit Legazpi Irun et Miranda de Ebro en Castille-et-Leon.

## Origines de Legazpi
Le fait que dans la municipalité il existe des vestiges d'anciennes forges, qui conservent encore les noms de Jentiletxe et Jentilola (signifiant respectivement: Maison des Jentils et Forge des Jentils, voir la mythologie basque) il a donné motif pour supposer que l'existence date du temps de "gentils" et antérieur au Christ. L'allusion écrite et spécifie davantage d'anciennes que nous connaissons sur l'existence de Legazpia, remonte à 1290. Elle a été effectuée par Sanche IV de Castille quand il dira :
...tengo por bien que las ferrerías que son en Legazpia masuqueras, que están en yermo, e las hacen robos los malos homes e los robadores, que vengan más cerca de la villa de Segura...

## Centre urbain
Probablement le noyau nait en 1608, après l'exonération de Segura. Le plan plus ancien conservé de Legazpi, date de 1805, le noyau urbain était constitué d'une rue régulière, une place, un hôpital, une mairie, posada publique, 40 maisons, outre l'église paroissiale, était complétée par un environnement avec 124 fermes dispersés.
Jusqu'en 1920 on y fait peu de transformations. La croissance industrielle va provoquer l'extension du noyau urbain (écoles et fronton) et dans les années 1930-1940 la Rue nouvelle.
Depuis 1940 on va créer des quartiers urbains : l'extension Ouest (San Ignacio, Aránzazu,…) quartiers conformes aux critères urbains les plus avancés que l'époque. À partir de 1956, une seconde étape les extensions Nord (Urtatza, Laubide…) et Sud (Itxaropen, Amiral Bikuña) effectuées après la promulgation de la Loi du Sol et le Ministère du Logement.
Les quartiers ruraux : Brinkola, a acquis de l'importance avec la construction du chemin de fer en 1864, distant de 2 km du noyau urbain.
Telleriarte, à 1 km du noyau urbain, l'Elorregi solaire a anciennement dominé le quartier et les montagnes voisines. Il longe la route d'Oñati-Legazpi.

## Hymne de Legazpi
Aizkorriren itzalpean

Urola ibaiak bustiz

Harrotuz jaio zera

Legazpi, gure herria

Sshu klan sshu klan klan
Ibaitik zeharrolak

Mendietan haizeolak

Olagizon, lurra

Gure harroa, Mirandaola

Santikutzak babesten gaitu

Legazpiar guztiok

Gerora begira gu
Itxaropenez eta ilusioz

Legazpi

Menditartean sarturik

Euskal Herriko gurutzean

Jende jatorra zabalean

Gora Legazpi

## Personnalités
- Rogelio Botanz (1956): chanteur auteur vivant et ayant développé sa carrière aux îles Canaries
- José Ramón Beloki (1947): journaliste et homme politique du PNV.
- Gerhard Bähr (1900-1945): linguiste.
- Patricio Echeverría (1882-1972): industriel. Fondateur de l'entreprise Bellota Herramientas
- José Ignacio de Juana Chaos (1955- ), né à Legazpi en 1955, membre de l'ETA
- Irene Paredes (1991- ), né à Legazpi, footballeuse internationale basque et espagnol, joueuse du PSG

### Sources
- (es) Cet article est partiellement ou en totalité issu de l’article de Wikipédia en espagnol intitulé « Legazpia » (voir la liste des auteurs).